# Pseudochromis madagascariensis
Pseudochromis madagascariensis är en fiskart som beskrevs av Gill 2004. Pseudochromis madagascariensis ingår i släktet Pseudochromis och familjen Pseudochromidae. Inga underarter finns listade i Catalogue of Life.